# Georg von Rauch
Georg von Rauch (Marburg, 12 de maig de 1947 - Berlín, 4 de desembre de 1971) va ser un activista polític anarquista alemany, membre de l'Escena Blues radical d'esquerra del moviment estudiantil alemany de finals dels anys 1960 a Berlín Occidental. Membre de la Federació Socialista Alemanya d'Estudiants (SDS), secretari de la secció berlinesa de la Creu Negra Anarquista, es va radicalitzar i va ser un dels fundadors de Tupamaros Berlín Occidental, precursor del Moviment 2 de Juny.

## Inicis
El seu pare, l'historiador Georg von Rauch, va ser professor universitari de filosofia a la Universitat de Marburg. La família es va traslladar a Kiel, on l'any 1966 va passar l'Abitur i va començar a estudiar filosofia a la Universitat de Kiel. També el 1966, es va casar amb la pintora Illo Wittlich, que va donar a llum una filla el 1967.

## Trasllat a Berlín i radicalització
El clima calent del moviment estudiantil alemany després de l'assassinat de Benno Ohnesorg el 2 de juny de 1967 va fer que es traslladés a Berlín per a participar en les protestes polítiques sorgides a la Universitat Lliure de Berlín. Es va unir a la Federació Socialista Alemanya d'Estudiants (SDS) i va realitzar diverses protestes a favor d'una millor política educativa i contra la Guerra del Vietnam, que van provocar la seva radicalització.
Durant aquest període va viure en una comuna de Berlín-Charlottenburg, en un apartament llogat per l'advocat i radical d'esquerres Otto Schily, que més tard esdevingué ministre de l'Interior alemany. El grup es va anomenar Wieland-Kommune després del famós Kommune 1 i tenia a «Bommi» Baumann com una de les seves figures principals. La filosofia de Wieland-Kommune va esdevenir una fusió entre socialisme i cultura hippie, incloent el consum de drogues i la pràctica de la revolució sexual. La subsistència s'aconseguia amb la impressió i venda il·legal de literatura socialista i el robatori de queviures.
L'intent d'assassinat del líder estudiantil Rudi Dutschke l'11 d'abril de 1968 i les revoltes de maig a França el van portar, juntament amb alguns altres membres de la comuna, a trencar amb el sistema estatal alemany i a emprendre el seu atac. Amb l'exemple dels Tupamaros a l'Uruguai, es va fundar una guerrilla urbana, Tupamaros Berlín Occidental (1969-1971), que més tard va esdevenir en gran manera el Moviment 2 de Juny. Com a membre de l'organització va assumir un paper molt actiu i va cometre una sèrie de delictes greus.

## Empresonament, fugida i mort
El juliol de 1970 va ser detingut, juntament amb Thomas Weisbecker i Michael «Bommi» Baumann, acusats d'haver colpejat el periodista Horst Rieck, el 2 de febrer, al seu apartament de Berlín Occidental. Rauch, Weisbecker, Baumann, però també Hans Peter Knoll i Annekatrin Bruhn, es van voler venjar d'un article del setmanari Quick, titulat «Ganz Deutschland muß brennen» (traduïble com a "Tota Alemanya ha de cremar"), il·lustrat amb imatges dels atacs i atemptats comesos pel moviment estudiantil a la ciutat. No és clar si l'article va ser escrit per Rieck però, els acusats van romandre en presó preventiva i el juliol de 1971 es va realitzar el judici al Tribunal Penal de Moabit. Com que l'audiència s'havia ajornat una setmana per obtenir proves addicionals, el 8 de juliol de 1971 el tribunal va acceptar la sol·licitud de llibertat condicional de Baumann i Weisbecker. Només Von Rauch va romandre empresonat a causa d'un presumpte atac incendiari contra el Tribunal Superior de Justícia de Berlín (Kammergericht), entre d'altres procediments. Com que Weisbecker i Von Rauch tenien una certa semblança, els dos es van intercanviar els papers a la sala. Quan el jutge va anunciar que Baumann i Weisbecker podien sortir, Von Rauch va anar en lloc de Weisbecker, que duia les seves ulleres posades, i es va escapolir. Més tard, Weisbecker va explicar que realment no era Von Rauch i se'l va permetre sortir de la presó deixant els agents confosos sobre aquesta «excarceració per una identitat equivocada».
El 5 de desembre d'aquell mateix any, va ser capturat a Berlín-Schöneberg per policies vestits de paisà. Es va produir un tiroteig, durant el qual va ser disparat mortalment al cap. Milers de persones es van manifestar a Berlín per denunciar una política repressiva de «primer disparar, després preguntar».
Segons la policia, Rauch i els seus còmplices van iniciar un tiroteig de fins a 25 trets contra la policia, hipòtesi negada pels partidaris d'esquerra afirmant que no s'havia trobat cap arma amb ells. En una entrevista posterior a la revista setmanal Der Spiegel, Baumann, que també estava a l'escena, va declarar que ambdues parts havien començat a disparar simultàniament.

## Llegat
Immediatament després de la seva mort, va ser considerat com un màrtir pels partidaris d'esquerra. La resta de membres de l'organització clandestina van fundar el Moviment 2 de Juny, l'homòleg anarquista de la Fracció de l'Exèrcit Roig. Els okupes de l'Hospital Bethanien de Berlín-Kreuzberg el van rebatejar en el seu honor com a Georg-von-Rauch-Haus. Rio Reiser, membre de la banda Ton Steine Scherben, va escriure una cançó sobre aquesta casa, la «Rauch-Haus-Song».
El 3 de juliol de 1973, el Tribunal del districte de Tiergarten de Berlín va imposar una multa de 500 marcs alemanys a l'editor Klaus Wagenbach, després d'haver publicat el «Calendari vermell per a aprenents i alumnes 1973» en el qual es descrivien com a assassinats les morts de Benno Ohnesorg, Ian Mcleod, Weisbecker i Von Rauch, tots ells disparats per agents de policia.